# Veera Ruoho
Veera Marita Ruoho (née Liukkonen le 4 août 1969 à Hirvensalmi) est une femme politique et une taekwondoïste finlandaise.

## Biographie
Veera Liukkonen est médaillée de bronze aux Championnats d'Europe de taekwondo 1990 à Aarhus et aux Championnats du monde de taekwondo 1993 à New York dans la catégorie des moins de 70 kg et aux Championnats d'Europe de taekwondo 2000 à Patras dans la catégorie des moins de 72 kg.
Elle dispute les Jeux olympiques d'été de 2000 à Sydney, où elle est éliminée au premier tour dans la catégorie des poids lourds.
Membre du parti des Vrais Finlandais, elle est députée à l'Eduskunta de 2015 à 2019.